# پاتریشیا تولدو
پاتریشیا تولدو (انگلیسی: Patricia Toledo؛ زادهٔ ۱۵ اوت ۱۹۷۸) بازیکن فوتبال اهل برزیل است.
وی همچنین در تیم ملی فوتبال زنان برزیل U19 بازی کرده‌است.